# Сабатина (Гросето)
Сабатина је насеље у Италији у округу Гросето, региону Тоскана.
Према процени из 2011. у насељу је живело 21 становника. Насеље се налази на надморској висини од 156 м.